# Batrachoseps major
Batrachoseps major es una especie de salamandras en la familia Plethodontidae.
Habita en México y los Estados Unidos.
Su hábitat natural son los bosques templados, zonas templadas de arbustos, áreas de vegetación arbustiva mediterránea, tierra arable, jardines rurales y áreas urbanas.
Está amenazada de extinción debido a la destrucción de su hábitat.